# Telenomus phalaenarum
Telenomus phalaenarum is een vliesvleugelig insect uit de familie van de Scelionidae. De wetenschappelijke naam van de soort is voor het eerst geldig gepubliceerd in 1834 door Nees.